# بینتس
بینتس (به آلمانی: Binz) یک منطقهٔ مسکونی در آلمان است که در روگن واقع شده‌است. بینتس ۵٬۴۳۰ نفر جمعیت دارد.

## خواهرخوانده
شهرهای بیاووگارد و کوکسهاون خواهرخوانده‌های بینتس هستند.